# Probittacomorpha
Probittacomorpha is een uitgestorven geslacht van insecten uit de familie van de glansmuggen. De wetenschappelijke naam van het geslacht werd voor het eerst geldig gepubliceerd in 1992 door Freiwald en Willmann.

## Soorten
- † Probittacomorpha brisaci Krzemiński et al., 2012[2]
- † Probittacomorpha christenseni Freiwald & Willmann, 1992[1]